# Pantón (parroquia)
Pantón (llamada oficialmente San Martiño de Pantón) es una parroquia española del municipio de Pantón, en la provincia de Lugo, Galicia.

## Límites
Limita con las parroquias de Moreda al norte, Toldaos al este, Mañente, Vilamelle y Siós al sur y Ferreira al oeste.

## Organización territorial
La parroquia está formada por doce entidades de población, constando once de ellas en el nomenclátor del Instituto Nacional de Estadística español:
- A Costa
- Agronogueiras (As Bornogueiras)
- A Rigueira (A Regueira)
- Augasantas (As Augas Santas)
- Follés
- Outeiro (O Outeiro)
- Pantón de Abaixo
- Regueiro (O Regueiro)
- Souto (O Souto)
- Verdeal (O Verdeal)
- Vila (A Vila)
- Vilar

## Demografía
| Gráfica de evolución demográfica de Pantón entre 2000 y 2020 |
|                                                              |
| Datos según el nomenclátor publicado por el INE.             |